# Bitva u Ostřetína
Bitva u Ostřetína či též Bitva u Holic byla menším válečným střetem mezi voji ustupující pruské armády krále Fridricha II. a rakouským vojskem pod velením maršálka Leopolda Dauna a generálmajora Ernesta Gideona Laudona po porážce tažení na Moravu v rámci tzv. sedmileté války o rakouské následnictví. Odehrála se mezi 12. a 13. červencem 1758 v okolí Ostřetína a Holic ve východních Čechách. Ustupující jednotky pruské armády po prohrané bitvě u Domašova odrazily výpad Rakušanů, údajně poté, co vypálily Ostřetín a tím přivolaly posádkové posily z Prusy okupované pevnosti Hradec Králové. 

## Předehra

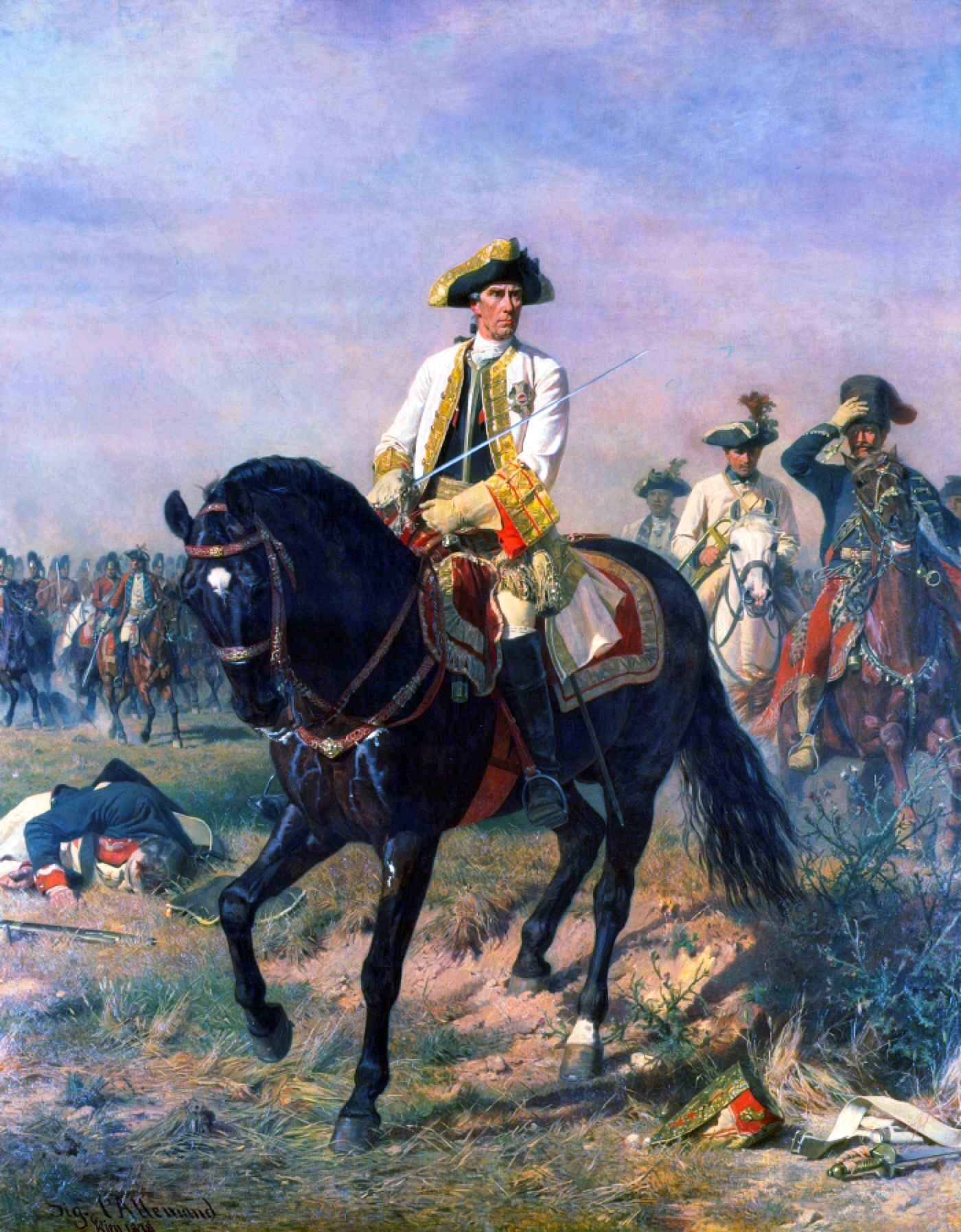
Rakouský vojevůdce Ernest Gideon Laudon

Po rozpoutání sedmileté války Pruskem roku 1756 byly bojové akce na zimu přerušeny a roku 1757 zahájil Fridrich II. tažení do Čech, poté, co však utrpěl drtivou porážku v bitvě u Kolína 18. června se stáhl zpět do Pruska. Ke druhému tažení pak došlo na jaře 1758 vpádem přes Jeseníky na severní Moravě a obležení pevnosti Olomouc. 
Po úspěších rakouské armády v bitvě u Domašova a Guntramovic a zprávách o ruské ofenzivě ve východním Prusku musela pruská vojska upustit obléhání Olomouce a 2. července se vydala na ústup ze střední Moravy směrem do východních Čech. Pruští vojáci postupovali po silnici od Vysokého Mýta směrem na Hradec Králové, který vojensky ovládali. Rakouská armáda maršálka Leopolda Dauna pak Prusy pronásledovala ve snaze jejich ústup co nejvíce zkomplikovat. Předsunuté sbory spadaly pod velení generálmajora Ernesta Gideona Laudona.

## Průběh bitvy
Rakouské vojsko, pravděpodobně o síle pěti pluků, přitáhlo směrem od Košumberka a obsadilo les u Ostřetína. Zahradilo tak cestu nepříteli, který byl pravděpodobně odpoutaný od hlavních pruských sil a postupoval po silnici přes Holice. 12. července 1758 se strhla bitva. Z vyvýšených pozic zahájilo rakouské dělostřelectvo palbu na pruské pozice. Po několika hodinách bojů měli pak Prusové zapálit ves a dát tak znamení pruskému vojsku v nedalekém Hradci Králové. Na druhý den, 13. července 1758, dorazily na bojiště pruské posily a vytlačily rakouské jednotky z výšin, které předtím obsadili Laudonovi muži.
Vzhledem k odhadovanému počtu nasazených vojáků mohlo v polích mezi Ostřetínem a Holicemi zahynout celkem až několik set mužů.

## Hodnocení bitvy
Voje pruské armády pak bez dalších větších srážek s císařskou armádou ustoupily přes Kladsko do Pruského Slezska. Srážka tak byla jednou z posledních ozbrojených akcí druhého tažení Fridricha II. na území Rakouského císařství, a také v rámci sedmileté války na českém území. Definitivně byl konflikt ukončen až Hubertusburským mírem roku 1763.
Na místě bitvy byl roku 2018 u příležitosti 260. výročí bitvy vybudován pískovcový pomník padlým.